# Bernard Jean Bettelheim
Pour les articles homonymes, voir Bettelheim.
Bernard Jean Bettelheim (1811 - 9 février 1870) est un missionnaire chrétien anglo-hongrois qui fut le premier protestant à prêcher sur l'île japonaise d'Okinawa.

## Biographie
Natif de Presbourg en Hongrie, Bettelheim est issu d'une famille juive. Très jeune, il étudia pour devenir rabbin. Il est dit qu'à l'âge de dix ans, il pouvait déjà lire et écrire en français, en allemand et en hébreu et, si l'on en croit plusieurs de ses biographies, il quitta le domicile familial à 12 ans pour devenir enseignant et fréquenta cinq écoles différentes. Bettelheim obtint un diplôme de médecine dans une école à Padoue en Italie en 1836, et on raconte qu'il présenta non moins de 47 thèses scientifiques pendant les trois années suivantes. Il voyagea beaucoup pendant ces années, exerçant la médecine dans plusieurs villes italiennes, s'embarqua à bord d'un navire égyptien et atterrit dans une ville turque appelée Magnesia, où, en 1840, il commença à étudier le christianisme. Il se convertit à cette religion et fut baptisé peu de temps après à Smyrne.
Durant son séjour en Turquie, il eut des débats théologiques avec des rabbins locaux, et publia des pamphlets sur le sujet en français. Après des problèmes de salaire à Constantinople, il partit pour Londres où il espérait obtenir l'autorisation de l'église d'Angleterre de prêcher auprès des communautés juives de la Méditerranée. Au même moment, il s'associa avec d'autres missionnaires importants en Extrême-Orient, comme le médecin Peter Parker, Karl Gützlaff, ou le missionnaire actif en Afrique David Livingstone. Après plusieurs mois de disputes avec l'Église d'Angleterre, qui refusait de reconnaitre ses diplômes car il n'avait étudié ni à Oxford ni à Cambridge et qui se méfiait de quelqu'un qui avait abandonné le judaïsme pour se convertir au christianisme, Bettelheim n'espérait plus rien d'elle bien qu'il resta à Londres.
Bettelheim fut naturalisé britannique peu de temps après car il épousa la fille d'un important fabricant de textile ; leur premier enfant, une fille, nait en 1844 et fut appelée Victoria Rose. Après plusieurs disputes avec différentes organisations chrétiennes, comme la London Society for Promoting Christianity Among the Jews (une association anglicane fondée pour répandre le christianisme protestant dans les milieux juifs), il accepta un poste de médecin missionnaire à Naha sur l'île japonaise d'Okinawa. Partant de Portsmouth le 9 septembre 1845, les Bettelheim arrivèrent à Hong Kong en janvier de l'année prochaine. Leur second enfant, un fils, Bernard James Gutzlaff Bettelheim, naquit en route, en pleine mer. Après plusieurs mois à Hong Kong, à étudier le chinois et à se mêler aux missionnaires britanniques présents, Bettelheim partit pour Okinawa avec sa famille en avril 1846.

### À Okinawa

La préfecture d'Okinawa (dans le cadre en haut), une sorte de DOM-TOM japonais.

Bettelheim arriva à Okinawa à bord du navire britannique Starling le 30 avril 1846 avec sa femme, Elizabeth M., leur fille, Victoria Rose (née en 1844), leur fils, Bernard James (né en novembre 1845), "Miss Jane", une préceptrice, et Liu Yu-Kan, un traducteur cantonais. Le navire était attendu à Naha par le maître du port, qui était opposé à l'arrivée du missionnaire. Le capitaine du Starling ne comptait pas le défier et espérait que Bettelheim ne débarquerait pas sur l'île. Cependant, celui-ci avait d'autres idées. Il soudoya plusieurs membres d'équipage pour qu'ils l'aide à transporter ses affaires jusqu'à l'île, tandis qu'il occupait les employés du port en leur offrant à boire. Ivres, ils ne purent empêcher le docteur et ses affaires de partir. Les autorités okinawanaises offrirent aux Bettelheim un abri pour la nuit au Gokoku-ji, et les prêtres allèrent dormir ailleurs par respect pour l'intimité des femmes. Le lendemain matin, les Bettelheim refusèrent de partir. Ils logèrent dans le temple pendant les sept années suivantes.
Bettelheim laissa bien sûr les résidents légitimes et les fidèles laïcs reprendre leur place dans le temple, mais à l'écart de sa famille car ils les accusaient de vouloir importuner sa femme. Il jeta un certain nombre d'objets qu'il jugeait « païens et idolâtres », et considérait son occupation du temple, ce qui était contre la volonté des responsables locaux, comme une petite victoire du christianisme sur cette nation païenne.

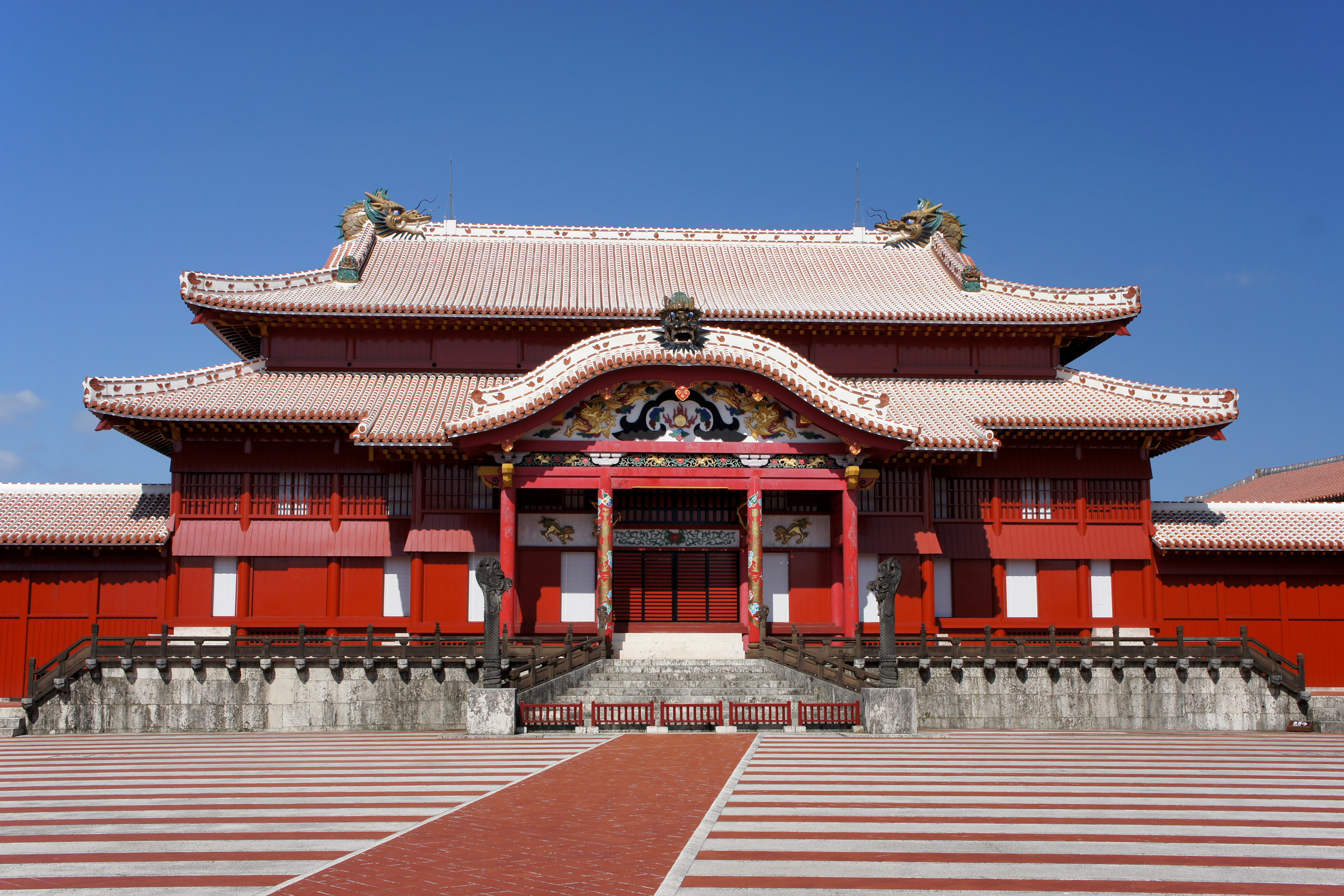
Le château de Shuri devant lequel le docteur Bettelheim prêchait bruyamment.

Le 8 décembre 1848, les Bettelheims eurent une deuxième fille, Lucy Fanny Loochoo, qui a l'honneur d'être la première européenne née à Okinawa. Liu Yu-Kan, l’interprète de Bettelheim, quitta l'île en mars 1849 après un conflit avec la famille et travailla dès lors avec les autorités d'Okinawa contre les intérêts de Bettelheim. Celui-ci chercha à gagner les faveurs des responsables locaux en proposant d'enseigner diverses matières, comme l'anglais, la géographie ou l'astronomie, et en offrant ses services de médecin à la population, mais les autorités refusèrent. Il fut cependant autorisé à enseigner le chinois. Pour les responsables locaux, Bettelheim était mal élevé et extravagant, et un visiteur étranger nota que le missionnaire et les autorités « vivaient dans un état d'hostilité non camouflé ». Les habitants de l'île n'avaient pas le droit de vendre quoi que ce soit à des étrangers, et ils abandonnaient leurs étalages lorsque les Bettelheim approchaient, de peur d'être accusés de commercer avec des étrangers. Alors les Bettelheim prenaient ce dont ils avaient besoin et laissaient la somme qu'ils jugeaient juste. Le missionnaire prit aussi l'habitude de rentrer dans les habitations des habitants pour prêcher. Il perturbait les réunions publiques, distribuait des pamphlets qui étaient confisqués par les metsuke (magistrats) et prêchait bruyamment devant les portes du château de Shuri. À une occasion, après avoir été chassé d'une habitation, il fut battu et lapidé par des gardes. Bientôt, un poste de garde fut installé à proximité du Gokoku-ji et des gardes furent chargés d'accompagner le Dr Bettelheim quand il se rendait à Naha, à Shuri, où dans la campagne environnante. Depuis un moment déjà, il avait attiré l'attention des seigneurs du domaine de Satsuma au Japon, dont le royaume de Ryūkyū était vassal, ainsi que des autorités chinoises du Fujian qui discutèrent du problème avec les Britanniques à Canton et Hong Kong. Pendant un temps, les activités embarrassantes du docteur furent camouflées par ses employeurs et les organisations concernées à Londres.
Tout au long de son séjour à Okinawa, Bettelheim tint un journal et eut une correspondance active avec ses employeurs britanniques. Il affirmait maîtriser la langue okinawaïenne, et avoir traduit des écrits en okinawaïen (écrits en kana) et aussi avoir engagé d'intenses débats théologiques avec des habitants locaux, ce dont l'historien George H. Kerr doute et pense que ces affirmations tiennent de l'exagération ou de l'ignorance de Bettelheim ou ne sont que de pures fictions. Le missionnaire dut faire face à beaucoup d'embûches à Okinawa, desquelles il visait comme responsable les autorités locales, qu'il accusait de comploter contre lui ou choisit de voir la situation comme un test de Dieu ou un piège du Diable. Face aux Occidentaux qui visitaient l'île, il se déclarait interprète et se précipitait au port dès qu'il voyait un bateau arriver. Il traduisait aussi des pétitions des autorités locales qui demandaient aux nouveaux arrivants étrangers de ramener le Dr Bettelheim avec eux quand ils partiraient, il affirme avoir traduit ces pétitions avec exactitude et sans déformations.
En 1849, les activités du docteur commencèrent à attirer l'attention du gouvernement britannique à Londres. Malgré une forte aversion des hauts-responsables pour Bettelheim, il y avait là l'opportunité d'utiliser la situation pour faire pression sur Okinawa et faire de Naha un port ouvert et un premier pied-à-terre occidental au Japon (fermé au monde extérieur). On essaya ainsi d'utiliser Bettelheim pour parvenir à cela, mais les autorités locales refusèrent de céder, citant plusieurs lois pour justifier leur refus (l'isolement leur était imposé par le gouvernement japonais), et déclarant qu'elles avaient trop peu de marchandises à vendre pour que le commerce avec l'étranger puisse réellement contribuer à la prospérité de l'île. De plus, les autorités britanniques en vinrent à se rendre compte que Bettelheim leur était tout bonnement inutile, n'ayant pas de véritables connaissances sur le fonctionnement du royaume et sur sa politique commerciale, et il n'avait pas non plus un grand succès en tant que missionnaire. Il apparaissait maintenant évident que les seuls dangers qui pesaient sur Betteheim étaient ceux qu'il provoquait lui-même, ainsi le gouvernement britannique décida d'affréter des navires pour aller le rechercher. En réponse à toutes ces visites, le contrôle des autorités d'Okinawa sur Bettelheim et le Gokoku-ji se fit plus dur, et les interactions du docteur avec elles et avec les habitants de l'île furent sévèrement réduites.
Quand le commodore Matthew Perry arriva au Japon en 1853, Bettelheim monta sur un de ses navires pour le rencontrer. Du fait de sa compréhension de la langue et de la culture locale, Bettelheim se présenta lui-même comme parfaitement qualifié pour conseiller les Américains sur les îles Ryūkyū. Bettelheim se brouilla avec différents membres de l'équipage, en particulier le traducteur de chinois Samuel Wells Williams, et même encore plus avec les autorités d'Okinawa à cause de son envie d'assister les Américains. Plus tard, il aida quelques-uns de ces derniers à pénétrer dans une école à Tomari dans le but d'en faire des logements pour des Américains. Ils finirent finalement par renoncer et furent chassés du bâtiment par les autorités de l'île. Il était cependant respectueux de Perry et désirait l'aider autant que possible. Bien qu'il fût très mal vu par le gouvernement d'Okinawa, Perry fut déterminé à utiliser le Dr Bettelheim pour servir les intérêts des États-Unis d'Amérique. Le docteur fut ainsi conseiller, porte-parole et agent de commerce de Perry.

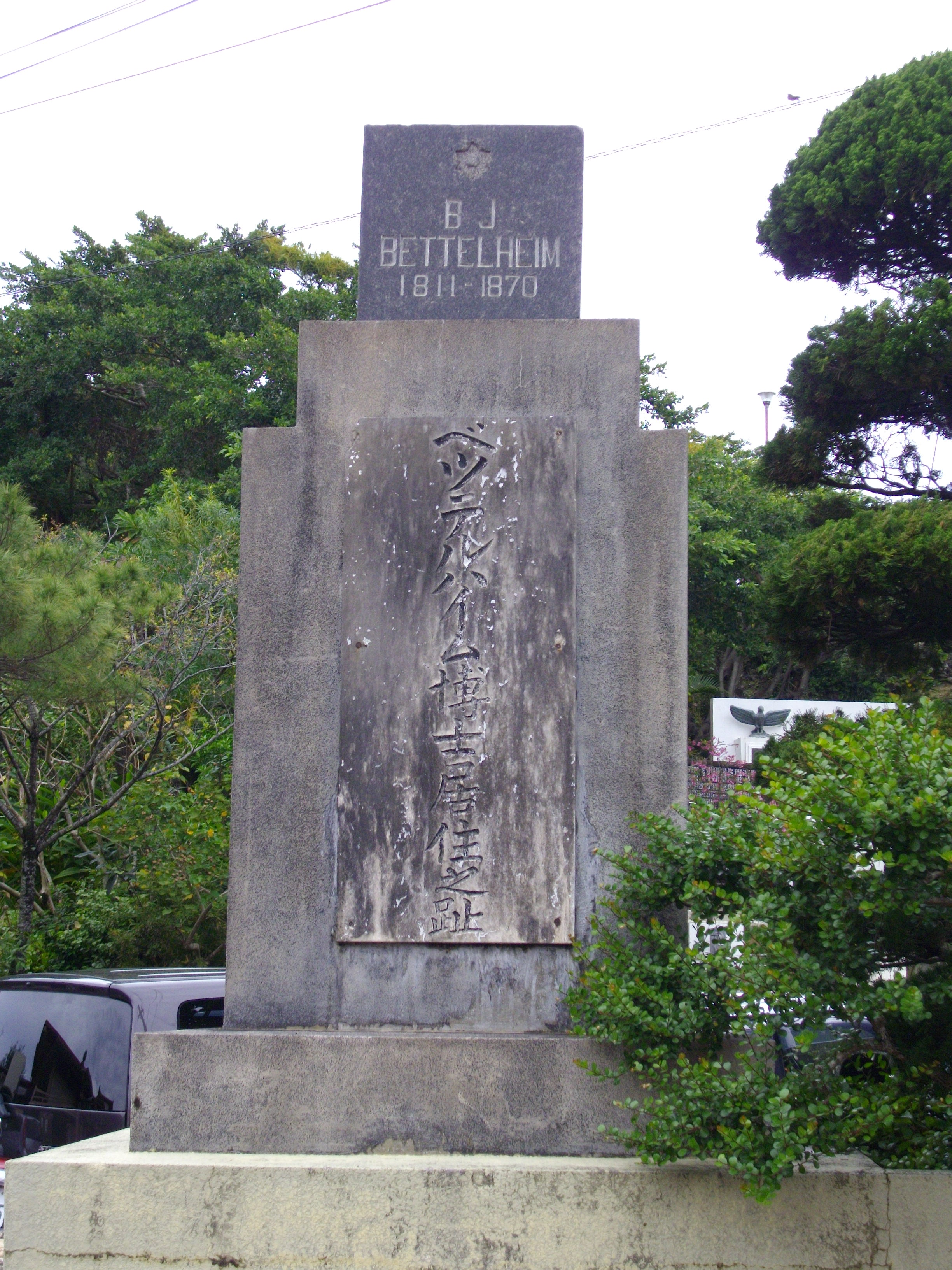
Monument en mémoire de Bernard Jean Bettelheim à Naha.

Au grand soulagement du gouvernement d'Okinawa, Bettelheim et sa famille quittèrent enfin l'île en février 1854 à bord du USS Supply à destination de Shanghai, le fils Bernard les rejoignit en juillet. Le commodore Perry ayant finalement cédé aux demandes répétés des autorités locales d'emmener le Dr Bettelheim loin d'elles. Le docteur eut alors l'intention de retourner en Angleterre mais il finit finalement à New York. Après quelques années passées dans cette ville, il s'installa avec sa famille dans une ferme en Illinois. D'août à décembre 1863, il fut chirurgien dans le 106e régiment d'infanterie des volontaires de l'Illinois. Après la guerre de Sécession (1861-1865), il déménagea à Odell toujours dans l'Illinois, et ouvrit une pharmacie. Il donna occasionnellement des conférences sur Okinawa et le Japon. Plus tard, les Bettelheim déménagèrent encore, cette fois-ci à Brookfield dans le Missouri. Le Dr Bettelheim mourut le 9 février 1870 à l'âge de 59 ans dans cette ville où il est enterré avec sa femme.
En mai 1926, un monument en sa mémoire est construit sur l'emplacement de son ancienne résidence, le Gokoku-ji.